# سوهان (شیرینی)

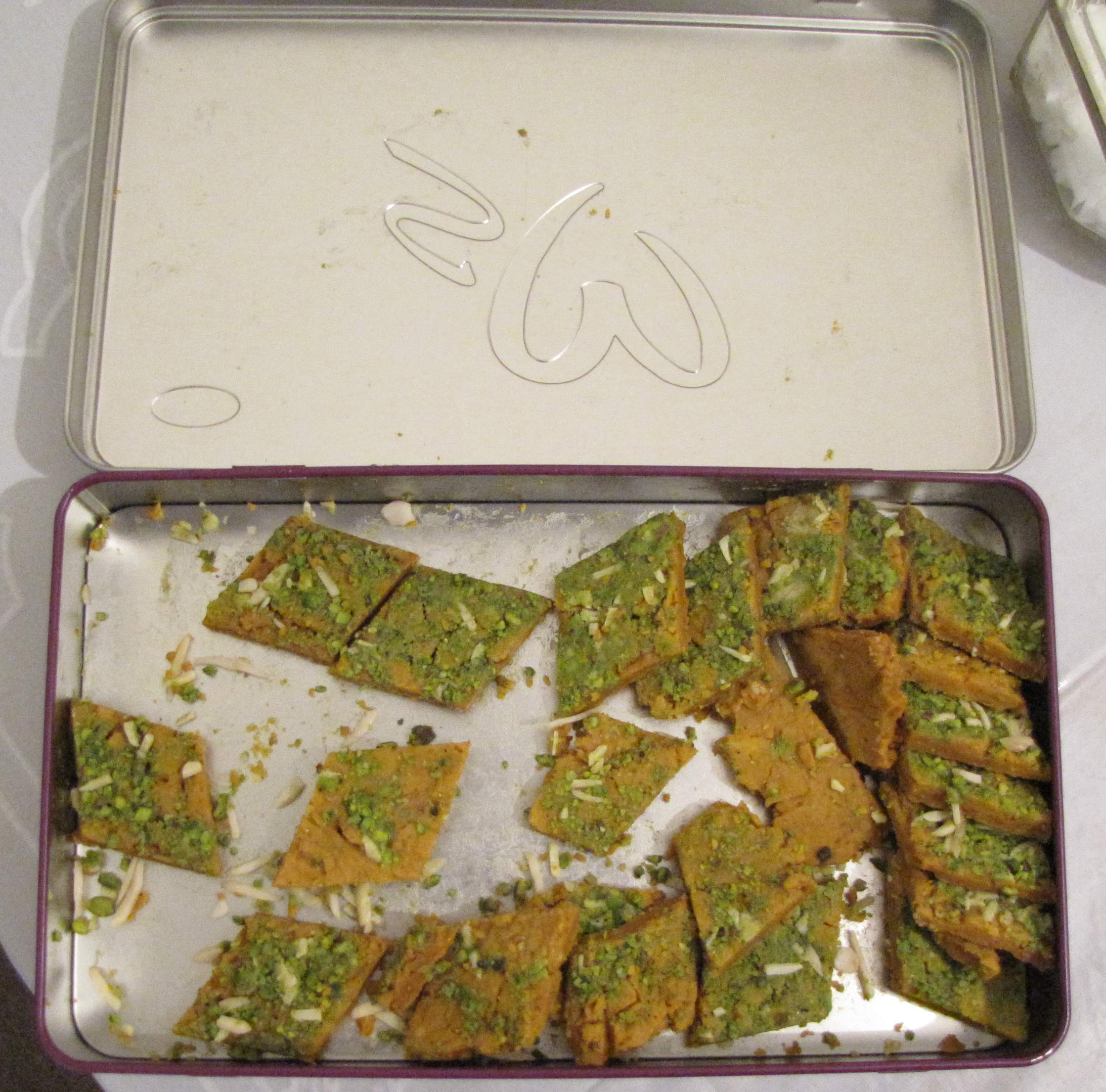
یک جعبه فلزی مدرن سوهان

سوهان یا حلوا قمی گونه‌ای شیرینی ایرانی و به سخن دیگر، نوعی حلوا است که از جوانه گندم تهیه می‌شود.
سوهان به شکل‌ها و انواع مختلفی نظیر: سوهان عسلی، سوهان کنجدی، سوهان حلوایی، سوهان بادامی، سوهان گزی، سوهان لقمه، سوهان کره‌ای، سوهان پشمکی، دسر سوهان و غیره تولید و عرضه می‌شود.
سوهان قم معروف‌ترین سوهان ایران است و بیشترین و متنوع‌ترین نمونه سوهان در قم تهیه و تولید می‌شود.
در دیگر شهرها همچون زرند کرمان و اصفهان نیز سوهان تولید می‌شود که سوهان اصفهان، سوهان عسلی می‌باشد.
سوهان زرندی که ثبت ملی هم شده به‌مراتب از سوهان قم تردتر و بسیار نازک است. در این سوهان نسبت به سوهان قم از روغن بسیار کمتری استفاده می‌شود و همین باعث ماندگاری بیشتر آن شده است.
از عمده مواد اولیه مورد استفاده در پخت و تهیه سوهان می‌توان به آب، آرد سبوسدار، جوانه گندم، شکر، روغن، زرده تخم مرغ، هل، زعفران و مغز پسته اشاره کرد.
این شیرینی در گذشته بیشتر به شیوه سنتی و با دست تولید می‌شده ولی در حال حاضر پخت این شیرینی با کمک دستگاه‌ها و قالب‌گیرهای مخصوص انجام می‌شود.

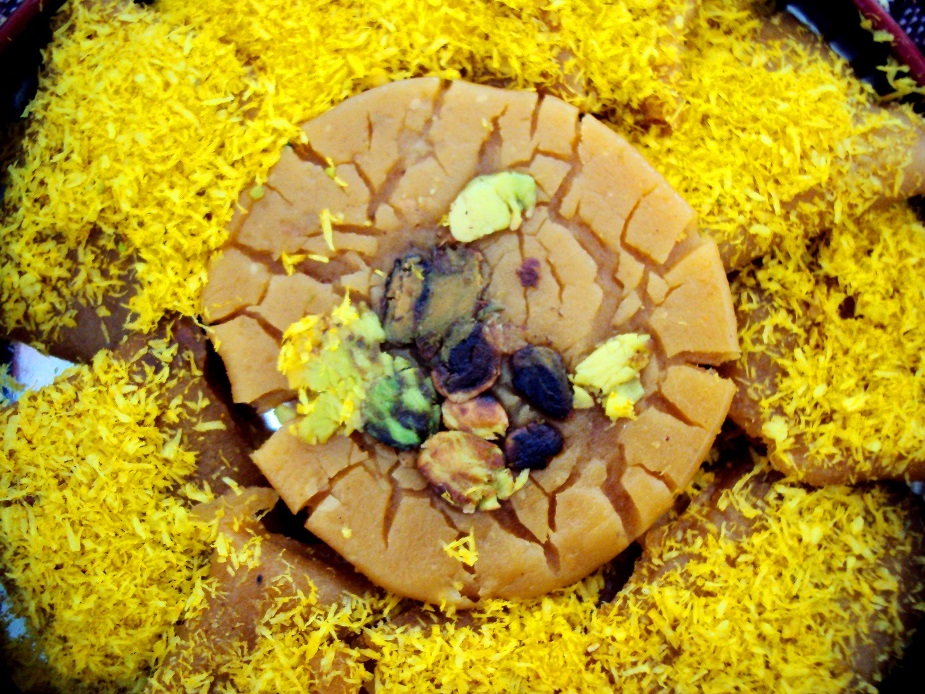
سوهان قم

## تاریخچه سوهان
تاریخچه دقیق اولین سوهان به دوره قاجار در شهر قم نسبت داده می‌شود؛ حلوایی که در سال‌های ۱۲۸۹ تا ۱۲۹۰ هجری قمری هنگامی که قرار بود صحن اتابکی بارگاه حضرت معصومه در شهر مقدس قم افتتاح گردد.
بزرگان قم اقدام به برگزاری مراسم باشکوهی جهت افتتاح به عمل آوردند و قرار بود ناصرالدین شاه خود برای افتتاح حاضر شود ولی بر اساس مقتضیات زمان به خصوص مسائل امنیتی آن زمان، ناصر الدین شاه جانشینی (رئیس ایل قاجار) را به جای خود جهت مراسم افتتاح به قم فرستاد. باب
در هنگام برپایی مراسم با توجه به آداب و رسوم آن دوره هر یک از بزرگان شهر جهت احترام هدایایی را به نماینده شاه ازقبیل صنایع دستی و … پیشکش کردند و در این بین یکی از بزرگان بنام ملاابراهیم شماعی جهت پیشکش حلوایی که به آن شکر افزوده شده بود به رئیس ایل قاجار که نماینده شاه هم بود تقدیم کرد که ایشان پس از صرف ناهار این شیرینی را میل نمود که با ذائقه‌اش خوش آمد و با توجه به گفته‌ها ایشان عنوان کردند که این شیرینی همانند سوهانی که آهن را می‌برد، غذای مرا برید و هضم کرد. وی درخواست نمود که از این شیرینی مطبوع برای شاه با خود خواهم برد. به این ترتیب از آن زمان نام سوهان بر روی این حلوا گذاشته شد و پس از آن تولید و مصرف سوهان شروع شد؛ که در ابتدا مخصوص بزرگان و اشراف بود. ترکیبات حلوای سوهان در ابتدا شامل: آرد، شکر، روغن، پسته، زعفران، هل و گلاب بوده که به صورت حلوای نرمی طبخ می‌شده است، ولی کم‌کم با افزودن ترکیبات دیگری همچون زرده تخم مرغ و نیز جایگزینی آرد جوانه گندم به جای آرد گندم خاصیت سفتی و شکنندگی به این شیرینی افزوده شد که بر میزان ماندگاری محصول نیز افزود.
زرده تخم مرغ کمک به باقی ماندن روغن در ترکیب و عدم خشکی سوهان می‌گردد و جوانه گندم هم باعث می‌شود ارزش غذایی سوهان بسیار افزایش پیدا کند.
امروزه محصول جدیدی به نام دسر سوهان تولید می‌شود که ظاهری نرم و حلوایی دارد و همان حلوایی است که اولین بار به نماینده ناصرالدین شاه تقدیم شده است.
در ابتدا تعداد کارگاه‌های تولیدکننده سوهان ۴–۵ تا بیشتر نبود اما در حال حاضر بیش از ۷۰۰ کارگاه سوهان پزی در شهر قم فعال می‌باشند. متوسط تولید روزانه سوهان درشهر قم حدود ۲۵ تن در روز است که ۲۰ تن به خارج استان صادر می‌شود و مابقی در استان توسط زائرین و مسافران و ساکنان خریداری می‌شود. و

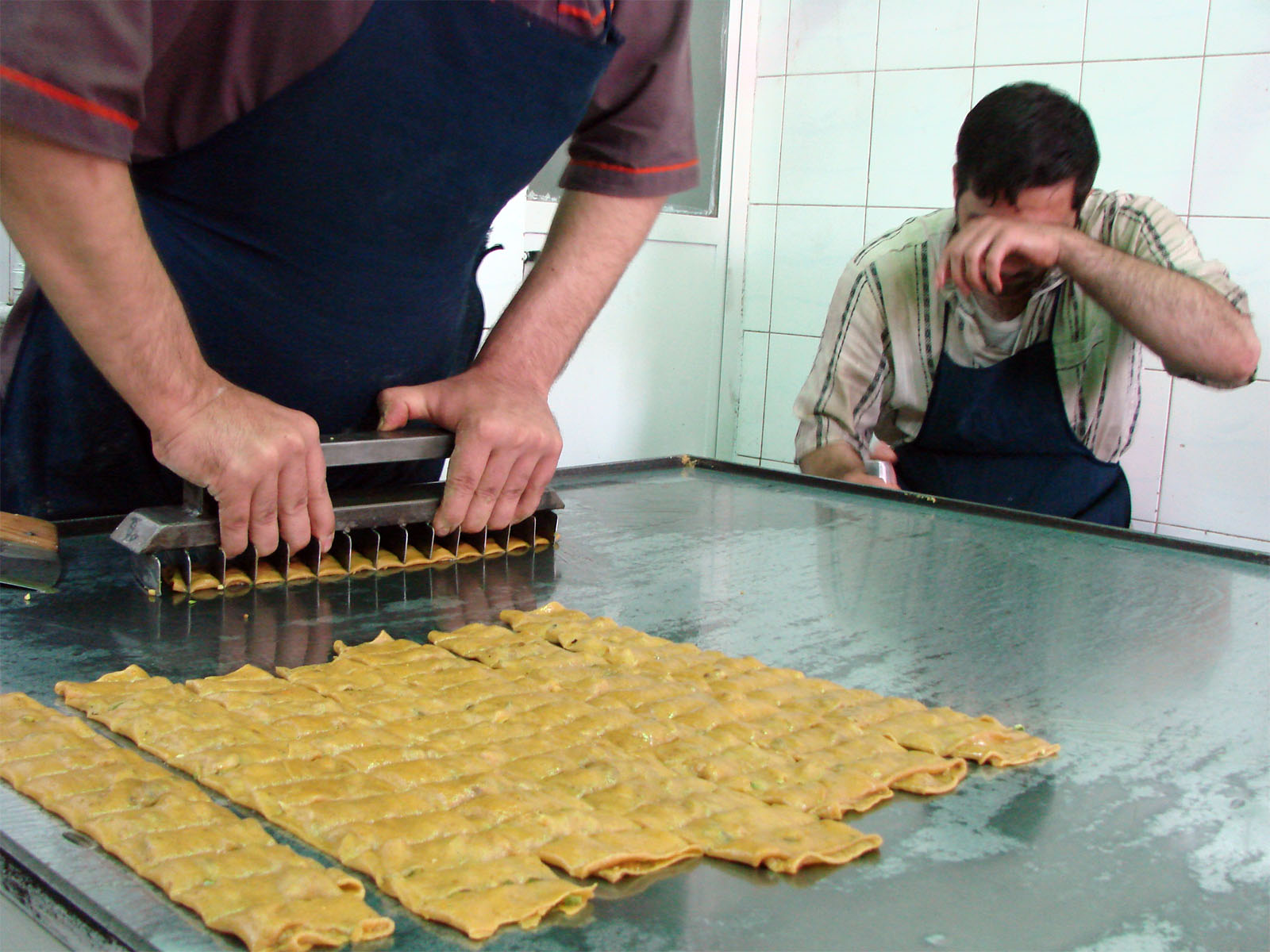
یک کارگاه تولید سوهان در قم

## ارزش غذایی سوهان
جوانه گندم منبع خاصیت اصلی سوهان محسوب می‌شود. رنگ قهوه‌ای روشن و عطر و طعم سوهان از جمله مواردی است که نشان‌دهنده کیفیت آن بوده و این موارد به مواد اولیه آن بستگی دارد. بیشتر خاصیت سوهان به دلیل جوانه گندم بوده به همین دلیل پروتئین فراوانی دارد و منبع فوق‌العاده‌ای از ویتامینها و مواد معدنی به ویژه ویتامین‌های گروه B و E آرام‌بخش اعصاب و روان است.
جوانه گندم موجود در این محصول به دلیل داشتن قندهای طبیعی سبب ذخیره‌سازی انرژی در ماهیچه‌ها شده و موجب بهبود عملکرد عضلانی و جلوگیری از خستگی و بی‌حالی می‌شود.
نوع روغن و کره حیوانی که در پخت سوهان مورد استفاده قرار می‌گیرد در کیفیت آن مهم است. سوهانی که به دندان نچسبد و سفت نباشد مرغوب است. طعم سوهان نامرغوب به‌گونه‌ای است که خریدار با چشیدن کمی از سوهان متوجه می‌شود که سوهان مرغوب نیست و کیفیت مواد اولیه آن پایین است.
کیفیت سوهان از جمله عوامل جذب‌کننده خریدار بوده که در بهبود روند صادرات مطلوب و دستیابی به بازارهای جهانی مؤثر است.
آزمون‌های میکروبی و شیمیایی به منظور ارائه نشان استاندارد به واحدهای سوهانی انجام می‌شود که در آزمون‌های شیمیایی اندازه‌گیری فلزات، تشخیص رنگ، درصد چربی، قند و پسته صورت می‌گیرد.
کیفیت مواد اولیه، پاکیزگی محیط کار و عملکرد دستگاه‌های ساخت سوهان از مواردی است که سبب می‌شود تا این محصول مورد تأیید واقع شود.

## انواع دیگر سوهان

### سوهان خانی
یکی از انواع سوهان، سوهان یزدی است که از ارزش غذایی بالایی برخوردار است و از روغن حیوانی، روغن گیاهی خوراکی، شکر، آرد گندم، پودر جوانه گندم، مغز پسته، زرده تخم مرغ مایع پاستوریزه، هل تهیه می‌شود.

### سوهان آردی
سوهان آردی یکی از دو نوع سوهانی است که به شکل دایره ای و با ضخامت تقریباً یک سانتیمتر در یزد تهیه می‌شود. آرد گندم، روغن حیوانی، روغن گیاهی خوراکی، شربت اینورت (آب، شکر، آبلیمو)، گلاب، پسته آسیاب شده، هل، دارچین مواد اولیه این نوع سوهان است.